# Antonio Martino

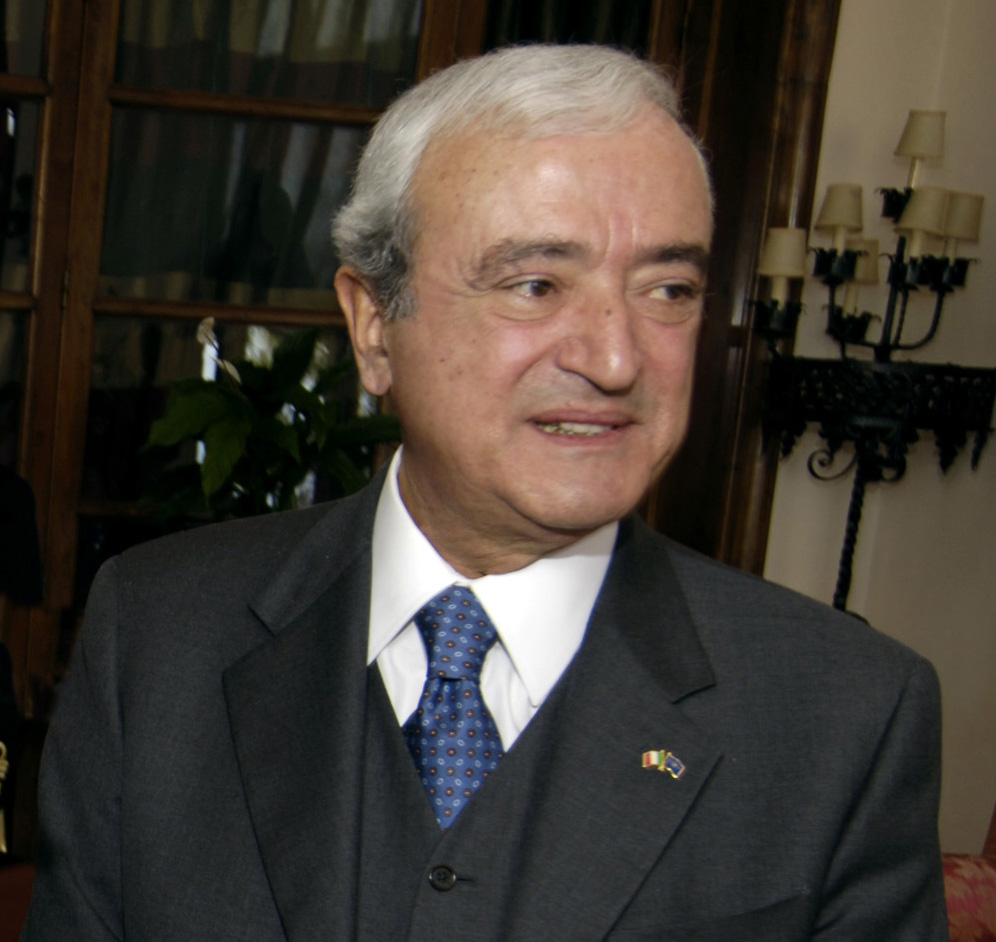

Antonio Martino (Messina, 22 december 1942 – Rome, 5 maart 2022) was een Italiaans politicus. 
Hij studeerde Rechtsgeleerdheid en in 1965 behaalde hij daarin zijn bul cum laude. Na zijn studie specialiseerde hij zich in de economie. Sinds 1992 was Martino werkzaam als professor in de Economie aan de universiteit LUISS in Rome, maar daarvoor had hij ook lesgegeven aan de universiteiten van Messina, Bari, Napels en een andere universiteit in Rome.
In 1994 verscheen Martino voor het eerst in de Kamer, en in 1996 en 2001 werd hij herkozen. Martino behoorde tot de oprichters van Forza Italia, en vanaf 1995 was hij voorzitter van de Italiaanse Interparlementaire Unie.
Eerst was Martino lid van de Commissie van Buitenlandse Zaken, maar tijdens het eerste kabinet Berlusconi werd hij gekozen tot minister van Buitenlandse Zaken, en was hij verantwoordelijk voor het politieke buitenlandse beleid van Forza Italia. 
Hij was ook minister van Defensie.
Martino was onder andere verantwoordelijk voor de wetswijzigingen wat betreft de afschaffing van de verplichte militaire dienst voor jongemannen.
- Gemeinsame Normdatei: 170332780
- International Standard Name Identifier: 0000 0000 7696 0324
- Library of Congress Control Number: n88631996
- Nationale Bibliotheek van Israël: 987007279422405171
- Istituto Centrale per il Catalogo Unico: CFIV224506
- Virtual International Authority File: 93750693
- WorldCat: E39PBJqbqyXQfprCHdYMtXXfMP